# Риторический вопрос
Ритори́ческий вопро́с — риторическая фигура, представляющая собой вопрос-утверждение, ответ на который не требуется или не ожидается в силу его крайней очевидности для говорящего. 
Поскольку вопросительное высказывание подразумевает вполне определённый, всем известный ответ, риторический вопрос представляет собой утверждение, высказанное в вопросительной форме. Например, задающий вопрос «Сколько ещё мы будем терпеть эту несправедливость?» не ожидает ответа, а хочет подчеркнуть, что «Мы терпим несправедливость, причём слишком долго» и как бы намекает, что «Пора уже перестать её терпеть и предпринять что-то по этому поводу».
Риторический вопрос применяется для усиления выразительности (выделения, подчёркивания) той или иной фразы. Характерной чертой этих оборотов является условность, то есть употребление грамматической формы и интонации вопроса в случаях, которые, по существу, её не требуют.
Риторический вопрос, так же как риторическое восклицание и риторическое обращение, — своеобразные обороты речи, усиливающие её выразительность, так называемые фигуры. Отличительной чертой этих оборотов является их условность, то есть употребление вопросительной, восклицательной и т. д. интонации в случаях, которые по существу её не требуют, благодаря чему фраза, в которой употреблены эти обороты, приобретает особо подчёркнутый оттенок, усиливающий её выразительность.

## Риторическое восклицание и риторическое обращение
Взмах! Взлёт! Челнок, снуй! Вал, вертись вкруг!

Привод, вихрь дли! Не опоздай!
— Брюсов В. Я.
Здесь слова «взмах», «взлёт», а также слова «вылет» и «влёт», констатирующие движение машин, даны с восклицаниями, выражающими те чувства, с которыми поэт эти машины наблюдает, хотя в самих этих словах по их непосредственному смыслу для восклицательной интонации оснований нет.
В этом же примере находим и риторическое обращение, то есть условное обращение к предметам, к которым в сущности обращаться нельзя («Челнок, снуй!» и т. д.). Структура такого обращения та же, что и в риторическом вопросе и риторическом восклицании.
Таким образом, все эти риторические фигуры являются своеобразными синтаксическими конструкциями, передающими известную приподнятость и патетичность повествования.

## Примеры риторических вопросов
- «А судьи кто?» (Грибоедов, Александр Сергеевич. «Горе от ума»)
- «Куда ты скачешь, гордый конь, / И где опустишь ты копыта?» (Пушкин. «Медный всадник»)
- «И какой же русский не любит быстрой езды?» (Гоголь, Николай Васильевич.«Мертвые души»)